# Равич, Николай Александрович
Никола́й Алекса́ндрович Ра́вич (1899, Москва, Российская империя — 1976, Москва, СССР) — русский советский писатель, переводчик, драматург, киносценарист, историк и дипломат.

## Биография
Николай Равич родился в Москве в семье врача. Старшие братья Сергей и Михаил принимали участие в революционных событиях 1905 года, за что один был исключен из университета, а другой — из гимназии.
Сам Николай добровольцем вступил в ряды Красной армии, участвовал в Октябрьском перевороте и гражданской войне. Служил комиссаром на Украинском фронте, в качестве разведчика забрасывался в оккупированную поляками Белоруссию, после ареста польской контрразведкой и обмена военнопленными был распределён на Юго-Западный фронт в должности начальника секретно-информационного отдела при Ф. Э. Дзержинском.
В конце 1920 года был направлен в Среднюю Азию. С 1921 по 1926 гг. находился на дипломатической службе, исполнял обязанности генерального консула в Герате (Афганистан), Самсуне и Артвине (Турция). Этот период жизни подробно описан в автобиографичной книге «Молодость века». С 1926 года работал в Наркомпросе РСФСР и Главном репертуарном комитете (заведующий теамузсекцией, затем старший политредактор; снят с работы при чистке аппарата в 1931: его обвиняли в пропаганде фокстрота и джаза). Член редколлегии журнала «Искусство».
Ещё подростком он начал публиковать рассказы в журналах. Первым перевёл на русский язык воспоминания Мустафы Кемаля Ататюрка, а также составил к ним фундаментальное примечание. Автор пьес на исторические темы («Шестая мира», «Завтра» и других). Выступил автором сценария двух довоенных лент: «Торговцы славой» (1929) и «Суворов» (1940). Последнюю снимали уже после ареста Равича. За неё режиссёры и исполнитель главной роли удостоились Сталинских премий.
Был дважды репрессирован. В первый раз его арестовали в 1937 году. С 1938 по 1946 гг. он отбывал срок в лагере. Летом 1948 года был вновь осуждён в числе прочих «повторников» (ранее судимых политзаключённых) и выслан в село Тасеево Красноярского края по постановлению ОСО при НКВД. Освобождён по ходатайству Союза писателей в 1954 году. В ссыльные годы поддержку ему оказывал Дмитрий Шостакович, который пытался организовать перевод Равича из Тасеева в город Канск.
После освобождения вплотную занялся литературной деятельностью. Автор мемуарных книг и документальных очерков о работе в Турции, Афганистане, о борьбе разведок на Востоке, о путешествиях по европейским странам и встречах с выдающимися деятелями. Занимался переводами книг с французского и польского языков. Кроме того, его перу принадлежат два исторических произведения о России периода XVIII века: жизнеописание Михайло Ломоносова «Повесть о великом поморе» и историческая хроника времён Екатерины Великой «Две столицы». Оба сочинения неоднократно переиздавались.
В конце 1960-х гг. создал и возглавил Комиссию Союза писателей по историко-художественной литературе — совместную комиссию историков и писателей.
Жена — Нина Дмитриевна Степанова-Равич. 
Член РКП(б) с 1919 года. Скончался в 1976 году.

## Произведения
- Мустафа Кемаль-паша. Воспоминания президента Турецкой республики. — М.: Огонёк, 1927 (сокр. пер. и комм.).
- Казаринов А. Вокруг света за полтинник: Путешествие по Германии, Франции, Америке и Японии по выигрышному билету. — М.; Л., 1928 (ред.).
- Приподнятая завеса: (Борьба в Афганистане в период империалистической войны) // Звезда. 1933. № 10. С. 139-156.
- Повесть о великом поморе. – М.: Московский рабочий, 1947 // М.: Советский писатель, 1955. — 228 с. (переизд.: М., 1961, 1969, 1976, 1986; 2011 в сборнике «Повести о Ломоносове»).
- Две столицы. — 1947-1950-е // М.: Советский писатель, 1962. — 360 с. (переизд.: М., 1964, 1975, 1982; 1995, 1996 и 2003 в сборнике «Екатерина Великая»)
- По дорогам Востока: (Из воспоминаний советского дипломата о пребывании в Афганистане и Турции. 1922-1926) // Дружба народов. 1958. № 6. С. 195-214.
- Молодость века. — М.: Воениздат, 1960. — 348 с. — (Военные мемуары). (переизд.: М., 1966, 1967).
- В центре Европы. Чехословацкие зарисовки. — М.: Геогрфгиз, 1962 г. — 88 с.
- По дорогам Европы. — М.: Советская Россия, 1964. — 272 с.
- Война без фронта. — М.Советская Россия, 1968. — 310 с.
- Вечный свет. – М.: Советский писатель, 1971. — 272 с.
- Молодость века. Война без фронта. – М.: Художественная литература, 1972. — 610 с.
- Портреты современников. — М.: Советская Россия, 1977. — 174 с.

## Пьесы
- «Шестая мира» (стихи Александра Жарова, 1931)
- «Завтра» (1932)
- «Чай» (1933)
- «Ошибка профессора Воронова» (1935, совм. с Георгием Никифоровым)
- «Снег и кровь» («Машинист Ухтомский», 1934)
- «Цена жизни» (1954)
- «Зарево над Москвой» (1955)
- «Тайфун» (1960-е)

## Сценарии
- 1929 — Торговцы славой
- 1940 — Суворов